# إفي أنوارا
إفي أنوارا  (بالإنجليزية: Iffy Onuora)‏ (28 يوليو 1967 غلاسكو اسكتلندا) هو لاعب كرة قدم اسكتلندي يلعب كمهاجم.

## روابط خارجية
- إفي أنوارا على موقع قاعدة بيانات كرة القدم.إي يو (الإنجليزية)
- إفي أنوارا على موقع Soccerbase.com (لاعب) (الإنجليزية)